# Superior, Wisconsin
Superior là một thành phố thuộc quận Douglas, tiểu bang Wisconsin, Hoa Kỳ. Năm 2000, dân số của thành phố này là 27368 người.